# Charles Stanfield
Charles Stanfield, auch Stansfield (* 13. Dezember 1884 in Schytomyr, Russisches Kaiserreich; † 1941) war ein aus England stammender österreichischer Fußballnationalspieler. Ihm gelang 1904 der in der Fußballgeschichte erste Hattrick eines Länderspieles. Zwischen 1904 und 1905 spielte er für den Vienna Cricket and Football-Club, zudem stellte er auch zwei Rekorde in der österreichischen Leichtathletik auf.

## Karriere
Stanfield kam circa Mitte 1904 vom London Civil Service Club nach Wien und wurde beim Vienna Cricket and Football-Club aufgenommen, der große Hoffnungen in ihn setzte. Der Beginn seiner Fußballkarriere in Wien war verheißungsvoll. Am 25. September 1904 bei der Eröffnung des neuen Cricketerplatzes in der Vorgartenstraße gab es gegen den Münchner FV von 1896 einen 20:1-Sieg. Schon am 9. Oktober 1904 bestritt er sein erstes Spiel im für die österreichische Nationalmannschaft, damals noch als Städtespiel Wien gegen Budapest abgehalten. Er war der überragende Mann auf dem Platz und erzielte vier Tore, davon einen lupenreinen Hattrick von der 53. bis zur 73. Minute, den ersten in einem Fußballländerspiel überhaupt. Damit gewann Wien auf dem Cricketerplatz vor 2000 Zusehern mit 5:4.
Das Neue Wiener Tagblatt bewunderte bei dem Mittelstürmer Anfang Dezember 1904, dass „seine geistreich-verwegene Art zu kämpfen fast unvermeidlich zu Goals führt“. „Seine vollendete Art und Weise, die Bälle selbst und mit seinen Leuten vorzubringen, sein sicheres Schießen und Placieren des Schusses muss man gesehen haben; er ist jeder Situation gewachsen,“ wurde im Dezember in der Allgemeinen Sport-Zeitung berichtet.
Zudem engagierte er sich auch in der Leichtathletikabteilung der Kricketer. Am 16. Oktober 1904 lief er im Stafettenlauf über 1500 Meter zusammen mit Max Leuthe, der auch bei den Cricketern fußballte, Robert Schöffthaler und Felix Kwieton auf dem Kricketer-Platz eine Zeit von 4:16-4/5, was am Ende  des Jahres als österreichischer Rekord in der leichten  Athletik vermeldet wurde. Anfang Juni 1905 wurde er auf dem Praterplatz der Athletiksportler Wiener Meister über 400 Meter mit einem neuen österreichischen Rekord von 56-1/5 Sekunden. Über 60 Meter wurde er Dritter.
Am 9. April 1905 lief er ein zweites Mal für Österreich gegen Ungarn auf; diesmal endete das Spiel vor 10.000 Zusehern in Budapest mit 0:0. Am 11. Juni verlor er im Halbfinale des Challenge-Cup mit 2:3 gegen die Wiener Sportvereinigung, wobei er selbst torlos blieb.
Anfang Juli 1905 trat er noch in einem Dreiländerkampf der österreichischen Leichtathletik in Wien an. Danach verliert sich seine Spur. Eine Meldung im September besagte, dass sein Beitrag zum Spiel der Kricketer vermisst wird.